# Пауль Брайтнер
Пауль Брайтнер (нім. Paul Breitner, нар. 5 вересня 1951, Кольбермор) — колишній німецький футболіст, захисник та півзахисник.
Насамперед відомий виступами за «Баварію», а також національну збірну Німеччини.
2004 року ввійшов до переліку «125 найкращих футболістів світу», складеного легендарним Пеле на прохання ФІФА з нагоди 100-річчя цієї організації.

## Клубна кар'єра
У дорослому футболі дебютував 1970 року виступами за «Баварію», в якій провів чотири сезони, взявши участь у 109 матчах чемпіонату. Більшість часу, проведеного у складі мюнхенської «Баварії», був основним гравцем команди. За цей час тричі виборював титул чемпіона Німеччини, ставав володарем Кубка Німеччини та переможцем Ліги чемпіонів УЄФА.
Своєю грою за цю команду привернув увагу представників тренерського штабу клубу «Реал Мадрид», до складу якого приєднався влітку 1974 року. Відіграв за королівський клуб наступні три сезони своєї ігрової кар'єри. Граючи у складі мадридського «Реала» також здебільшого виходив на поле в основному складі команди. За цей час додав до переліку своїх трофеїв два титули чемпіона Іспанії.
Протягом сезону 1977—78 років захищав кольори «Айнтрахта».
Влітку 1978 року повернувся до «Баварії», за яку відіграв ще 5 сезонів. Тренерським штабом мюнхенського клубу також розглядався як гравець «основи». У складі «Баварії» був одним з головних бомбардирів команди, маючи середню результативність на рівні 0,45 голу за гру першості. За цей час додав до переліку своїх трофеїв ще два титули чемпіона Німеччини та знову ставав володарем Кубка Німеччини.
Завершив професійну кар'єру футболіста виступами за «Баварію» у 1983 році

## Виступи за збірну
1971 року дебютував в офіційних матчах у складі національної збірної Німеччини.
У складі збірної був учасником чемпіонату Європи 1972 року у Бельгії, здобувши того року титул континентального чемпіона, чемпіонату світу 1974 року у ФРН, здобувши того року титул чемпіона світу, та чемпіонату світу 1982 року в Іспанії, де разом з командою здобув «срібло».
Протягом кар'єри у національній команді, яка тривала 12 років, провів у формі головної команди країни 48 матчів, забивши 10 голів.

## Статистика

### Клуб
| Чемпіонат | Чемпіонат     | Чемпіонат  | Ліга | Ліга |
| Сезон     | Клуб          | Ліга       | Ігри | Голи |
| Німеччина | Німеччина     | Німеччина  | Ліга | Ліга |
| --------- | ------------- | ---------- | ---- | ---- |
| 1970-71   | «Баварія»     | Бундесліга | 21   | 2    |
| 1971-72   | «Баварія»     | Бундесліга | 30   | 4    |
| 1972-73   | «Баварія»     | Бундесліга | 32   | 4    |
| 1973-74   | «Баварія»     | Бундесліга | 26   | 7    |
| Іспанія   | Іспанія       | Іспанія    | Ліга | Ліга |
| 1974-75   | «Реал Мадрид» | Ла Ліга    | 29   | 3    |
| 1975-76   | «Реал Мадрид» | Ла Ліга    | 25   | 6    |
| 1976-77   | «Реал Мадрид» | Ла Ліга    | 30   | 1    |
| Німеччина | Німеччина     | Німеччина  | Ліга | Ліга |
| 1977-78   | «Айнтрахт»    | Бундесліга | 30   | 10   |
| 1978-79   | «Баварія»     | Бундесліга | 33   | 12   |
| 1979-80   | «Баварія»     | Бундесліга | 32   | 10   |
| 1980-81   | «Баварія»     | Бундесліга | 30   | 17   |
| 1981-82   | «Баварія»     | Бундесліга | 29   | 18   |
| 1982-83   | «Баварія»     | Бундесліга | 22   | 9    |
| Країна    | Німеччина     | Німеччина  | 285  | 93   |
| Країна    | Іспанія       | Іспанія    | 84   | 10   |
| Всього    | Всього        | Всього     | 369  | 103  |

### Збірна
Згідно з даними сайту rsssf.com
| Збірна Німеччини | Збірна Німеччини | Збірна Німеччини |
| Роки             | Ігри             | Голи             |
| ---------------- | ---------------- | ---------------- |
| 1971             | 2                | 0                |
| 1972             | 7                | 1                |
| 1973             | 6                | 0                |
| 1974             | 11               | 4                |
| 1975             | 2                | 0                |
| 1976             | 0                | 0                |
| 1977             | 0                | 0                |
| 1978             | 0                | 0                |
| 1979             | 0                | 0                |
| 1980             | 0                | 0                |
| 1981             | 8                | 3                |
| 1982             | 12               | 2                |
| Всього           | 48               | 10               |

## Титули і досягнення

### Командні
- Чемпіон Німеччини (5):

«Баварія»: 1971-72, 1972-73, 1973-74, 1979-80, 1980-81
- Чемпіон Іспанії (2):

«Реал Мадрид»: 1974-75, 1975-76
- Володар Кубка Іспанії з футболу (1):

«Реал Мадрид»: 1974-75
- Володар Кубка Німеччини (2):

«Баварія»: 1971, 1982
- Переможець Ліги чемпіонів УЄФА (1):

«Баварія»: 1973-74
- Чемпіон Європи (1):

ФРН: 1972
- Чемпіон світу (1):

ФРН: 1974
- Віце-чемпіон світу: 1982

### Особисті
- Футболіст року в Німеччині: 1981
- Занесений до списку ФІФА 100: 2004